# Roel Tuinstra
Roel Tuinstra (5 aprile 1946) è un ex cestista olandese.

## Carriera
Con i Paesi Bassi ha disputato i Campionati europei del 1967.